# Traffic (canción de Tiësto)
«Traffic» es un sencillo del disc jockey y productor neerlandés Tiësto, extraído de su álbum de estudio Just Be y de su álbum recopilatorio Parade of the Athletes. Contiene muestras de la pista «Psykofuk» de Sean Deason. Cuando se lanzó en 2004 el álbum Just Be se lanzó conjuntamente «Traffic» y «Love Comes Again» apareciendo «Traffic» como un lado B en el sencillo «Love Comes Again», tras su gran repercusión en los conciertos de Tiësto, incluyendo el video musical y su versión editada para emitirse en la radio. Es la primera pista instrumental que alcanza el primer puesto en su país natal, los Países Bajos, en 23 años. Desde su publicación en 2003 se han realizado numerosas remezclas de «Traffic», siendo considerada como una de las pistas más icónicas de la música electrónica en general.

## Formatos y remezclas

### CD y maxisencillos
Netherlands, Scandinavia, United Kingdom Maxi-single
1. "Traffic" (Radio Edit)–2:54
2. "Traffic" (Original)–7:01
3. "Traffic" (Max Walder Mix) - 7:34

### 12" vinilo
Magik Muzik 12" Vinyl
1. "Traffic" (Radio Edit)–2:54
2. "Traffic" (Original)–7:01

Nebula, Electropolis, Independence Records 12" Vinyl
1. "Traffic" (Original)–7:01
2. "Traffic" (Max Walder Mix) - 7:34

Nebula 12" Vinyl
1. "Traffic" (Radio Edit) - 2:53
2. "Traffic" (Max Walder Mix) - 7:34

Nebula 12" Vinyl
1. "Traffic" (Montana Re-Edit) - 7:39
2. "Traffic" (Max Walder Mix) - 7:34
3. "Traffic" (DJ Daaar Likes Tiesto Remix) - 7:45

### Love Comes Again/Traffic
Australia 12" Vinyl
1. "Love Comes Again" (Original 12" Version) - 8:07
2. "Love Comes Again" (Mark Norman Remix)–7:20
3. "Traffic" (Montana Re-Edit) - 7:39
4. "Traffic" (Max Walder Mix)–7:34

Australia Maxi sencillo
1. "Love Comes Again" (Radio Edit) - 3:15
2. "Love Comes Again" (Original 12" Version)–8:07
3. "Love Comes Again" (Mark Norman Remix)–7:20
4. "Traffic" (DJ Montana 12" Edit) - 7:39
5. "Traffic" (Original Mix)–6:57
6. "Traffic" (Max Walder Mix)–7:32

## Posición en listas
| País (2003–04) | Lista                  | Mejor posición | Ref.   |
| -------------- | ---------------------- | -------------- | ------ |
| Bélgica        | Ultratop 50 (Flandes)  | 3              | [ 12 ] |
| Escocia        | Scottish Singles Chart | 38             | [ 13 ] |
| Estados Unidos | Hot Dance Airplay      | 21             | [ 14 ] |
| Países Bajos   | Nederlandse Top 40     | 2              | [ 15 ] |
| Países Bajos   | Dutch Single Top 100   | 1              | [ 16 ] |
| Reino Unido    | UK Singles Chart       | 48             | [ 17 ] |
| Reino Unido    | UK Dance Chart         | 3              | [ 18 ] |

## Historial de lanzamientos
| País         | Fecha                    | Discográfica                 | Formato                                       |
| ------------ | ------------------------ | ---------------------------- | --------------------------------------------- |
| Países Bajos | 22 de septiembre de 2003 | Magik Muzik                  | Sencillo en CD, maxisencillo                  |
| Países Bajos | 22 de septiembre de 2003 | Magik Muzik                  | Sencillo en CD, maxi                          |
| Países Bajos | 21 de octubre de 2003    | Magik Muzik                  | vinilo, 12"                                   |
| Países Bajos | marzo de 2004            | Magik Muzik                  | vinilo, 12", Picture Disc, Limited Edition    |
| Escandinavia | 2003                     | Playground Music Scandinavia | Sencillo en CD, maxi                          |
| Francia      | 2003                     | Independence Records         | vinilo, 12"                                   |
| Reino Unido  | 29 de septiembre de 2003 | Nebula                       | vinilo, 12"                                   |
| Reino Unido  | 2003                     | Nebula                       | vinilo, 12"                                   |
| Reino Unido  | octubre de 2003          | Nebula                       | Sencillo en CD, Maxi                          |
| Reino Unido  | febrero de 2004          | DEL Records                  | vinilo, 12", Unofficial Release, Single Sided |
| España       | 8 de octubre de 2003     | Electropolis                 | vinilo, 12"                                   |
| Australia    | abril de 2004            | Bang On!                     | vinilo, 12"                                   |
| Australia    | mayo de 2004             | Bang On!                     | Sencillo en CD, maxi                          |